# Municipio de Dawson (Illinois)
El municipio de Dawson (en inglés: Dawson Township) es un municipio ubicado en el condado de McLean en el estado estadounidense de Illinois. En el año 2010 tenía una población de 590 habitantes y una densidad poblacional de 6,07 personas por km².

## Geografía
El municipio de Dawson se encuentra ubicado en las coordenadas 40°26′46″N 88°45′17″O / 40.44611, -88.75472. Según la Oficina del Censo de los Estados Unidos, el municipio tiene una superficie total de 97.18 km², de la cual 96,51 km² corresponden a tierra firme y (0,69 %) 0,67 km² es agua.

## Demografía
Según el censo de 2010, había 590 personas residiendo en el municipio de Dawson. La densidad de población era de 6,07 hab./km². De los 590 habitantes, el municipio de Dawson estaba compuesto por el 95,93 % blancos, el 0,85 % eran afroamericanos, el 0,51 % eran amerindios, el 1,19 % eran de otras razas y el 1,53 % eran de una mezcla de razas. Del total de la población el 1,86 % eran hispanos o latinos de cualquier raza.